# 里约沃尔韦斯特
里约沃尔韦斯特（法語：Rieux-Volvestre，法語發音：[ʁjø vɔlvɛstʁ]），2009年之前名为里约（Rieux），是法国上加龙省的一个市镇，属于米雷区。

## 地理
里约沃尔韦斯特（43°15'27"N, 1°11'49"E）面积32.38 平方千米，位于法国奧克西塔尼大區上加龙省，该省份为法国西南部内陆省份，西南端与西班牙接壤，自此顺时针与上比利牛斯省、热尔省、塔恩-加龙省、塔恩省、奥德省和阿列日省接壤。
与里约沃尔韦斯特接壤的市镇（或旧市镇、城区）包括：卡尔博讷、加龙河畔让萨克、古特韦尔尼斯、拉特拉普、迈约拉、蒙泰斯基厄沃尔韦斯特尔、加龙河畔圣于连、加龙河畔萨勒。

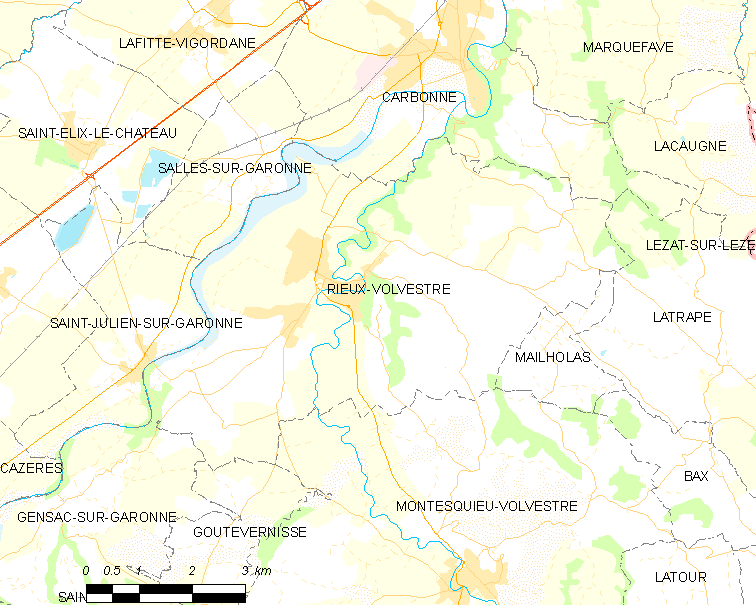
里约沃尔韦斯特的OSM定位图

里约沃尔韦斯特的时区为UTC+01:00、UTC+02:00（夏令时）。

## 行政
里约沃尔韦斯特的邮政编码为31310，INSEE市镇编码为31455。

## 政治
里约沃尔韦斯特所属的省级选区为欧特里沃县。

## 人口

1962-2008年间里约沃尔韦斯特人口变化图示

里约沃尔韦斯特于2022年1月1日时的人口数量为2625人。